# Neneh Cherry
Pour les articles homonymes, voir Cherry et Karlsson.
Neneh Cherry née le 10 mars 1964 à Stockholm (Suède), est une autrice-compositrice-interprète et musicienne suédoise dont le succès repose sur le mélange du hip-hop avec d’autres influences musicales.
Ses trois titres les plus connus sont : Buffalo stances , Seven Seconds en duo avec Youssou N'Dour, et Woman.

## Famille
Ses parents sont Moki Cherry (1943-2009), artiste, scénographe et musicienne suédoise, et Chernor Ahmadu Sahidu Jah (1936-2018), musicien, compositeur et chef d'orchestre suédois originaire de Sierra Leone. Leur relation est de courte durée et sa mère rencontre Don Cherry (1936-1995), trompettiste de jazz américain qui va élever Neneh comme sa fille. Moki a réalisé les pochettes des albums de Don Cherry, Where Is Brooklyn? (1966) et Organic Music Society (1972).
Neneh est la demi-sœur d'Eagle-Eye Cherry, fils de Moki et Don Cherry, musicien lui aussi, et de Titiyo, fille de Ahmadu Jah et Maylen Bergström, chanteuse également.
Neneh est la mère de la chanteuse Mabel McVey.

## Biographie
Elle commence sa carrière après avoir abandonné l’école et déménagé à Londres.
Elle collabore avec divers groupes d'avant-garde de la scène post-punk dont The Slits, le collectif New Age Steppers sur le label de dub On U Sound d'Adrian Sherwood et surtout Rip Rig & Panic, un groupe post-punk imprégné de free jazz donnant souvent une impression première de chaos et de spontanéisme libérateur. Rip Rig and Panic publiera trois albums sur le label Virgin et changera de nom (et de musique) pour devenir le plus convenu et funky Float Up CP publiant un album en 1985 où la production plus numérique qu'organique met en avant la section rythmique. À la même période on retrouve Neneh au chant sur l'unique 45 tours de GMC en compagnie de son mari et père de la première de ses trois filles Bruce Smith (qui fut successivement le batteur du Pop Group, des Slits, de Rip Rig + Panic et Public Image Limited). Plus tôt elle reprend également le Stop the War d'Edwin Starr au moment de la guerre des Malouines.
Plus tard, elle travaille aussi avec The The et son nouveau compagnon, Cameron McVey (en), qui lui a écrit la plupart de ses premières chansons comme Raw Like Sushi et a été également le premier producteur de Massive Attack. La chanson Buffalo Stance est un succès international.
Diminuée par la maladie de Lyme, elle réduit ses activités jusqu'en 1992, lorsqu’elle travaille avec Michael Stipe et Gang Starr. Son succès de 1994, Seven Seconds, est le fruit d'une collaboration avec Youssou N'Dour.
Son dernier album solo, Man, date de 1996 et comporte ses deux tubes : Woman et Seven Seconds.
En 1998, en hommage à son beau-père Don Cherry, disparu depuis trois ans, elle prête sa voix sur la chanson « Ganapati » de l'album Kathak de Trilok Gurtu.
En 2005, elle participe au projet (studio et live) Demon Days du collectif Gorillaz.
En 2006, on la retrouve au sein d'un groupe CirKus, aux côtés de Karmil, Cameron McVey et de Lolita Moon avec un album intitulé Laylow. Sur scène, le plaisir que les membres du groupe prennent à jouer et chanter ensemble est évident et communicatif. CirKus a joué en 2007 sur la scène parisienne de l'Élysée Montmartre.
En 2012, elle collabore avec le trio de free jazz The Thing (en) sur l'album de reprises de son beau-père Don Cherry. The Cherry Thing.

## Discographie

### En solo
- 1989 : Raw Like Sushi
- 1992 : Homebrew (en)
- 1996 : Man
- 1997 : Remixes
- 2014 : Blank Project (en)
- 2018 : Broken Politics
- 2020 : Raw Like Sushi (Réédition 3CD inclus l'album original remastérisé + remixes)
- 2022 : The Versions (Versions retravaillées de ses chansons en duo)

### Avec CirKus
- 2006 : Laylow
- 2009 : Medicine

### AvecThe Thing
- 2012 : The Cherry Thing